# Adel (Georgia)
Adel es una ciudad ubicada en el condado de Cook en el estado estadounidense de Georgia. En el censo de 2000, su población era de 5.307.

## Demografía
En el 2000 la renta per cápita promedia del hogar era de $23,908, y el ingreso promedio para una familia era de $27,318. El ingreso per cápita para la localidad era de $13,425. Los hombres tenían un ingreso per cápita de $25,927 contra $19,688 para las mujeres.

## Geografía
Adel se encuentra ubicado en las coordenadas 31°8′18″N 83°25′33″O / 31.13833, -83.42583 (31.138466, -83.425944).
Según la Oficina del Censo, la localidad tiene un área total de 20,7 km² (8 mi²), de la cual 20,4 km² (7,9 mi²) es tierra y 0,3 km² (0 mi²) (1.1%) es agua.

## Famosos nacidos allí
- Daniel "Cloud" Campos